# Amazonsprattus scintilla
Amazonsprattus scintilla és una espècie de peix pertanyent a la família dels engràulids i l'única del gènere Amazonsprattus.

## Etimologia
Amazonsprattus és una paraula composta pel nom del riu Amazones i sprot, un mot de l'anglès antic referent a un petit peix de mar.

## Descripció
El seu cos, esvelt, fa 2 cm de llargària màxima. Absència d'espines a l'única aleta dorsal i a l'anal. 12-14 radis tous a l'aleta anal. Aletes pelvianes amb cap espina i 7-7 radis tous. Aleta caudal forcada. Absència d'aleta adiposa. Cap comprimit i moderadament allargat. Boca petita, terminal, sense premaxil·lars (o força petits) i sense dents. Maxil·lar molt curt, a penes arribant al límit frontal dels ulls i amb dos supramaxil·lars. Articulació de la mandíbula inferior per sota del límit posterior de les pupil·les o just darrere. Ulls més aviat grans i força comprimits o aplanats lateralment. Musell relativament allargat. Òrgan nasal més o menys gran i amb els narius anteriors i posteriors més aviat petits. 37-38 vèrtebres (16-17 abdominals i 20-21 caudals). Totes les vèrtebres abdominals, llevat de les dues primeres, amb costelles totalment desenvolupades. 18-19 branquiespines. Origen de l'aleta dorsal molt per darrere del punt mitjà del cos. Origen de l'aleta anal per sota del primer quart de la base de l'aleta dorsal. Mentre és viu, és translúcid o, fins i tot, transparent.

## Reproducció
Els mascles assoleixen la maduresa sexual en arribar a 1,43-1,62 cm de llargada, mentre que les femelles ho fan entre 1,59 i 1,82 cm. Els ous, a l'ovari, són de color taronja clar o cremós. És de fecundació externa.

## Alimentació
Menja larves i pupes de dípters i cladòcers.

## Hàbitat i distribució geogràfica
És un peix d'aigua dolça, pelàgic i de clima tropical (0°S-3°S), el qual viu a Sud-amèrica: és un endemisme del Brasil a la conca del riu Amazones (el riu Jufari entre Castanheiro Grande i Santa Fé, i, també, el riu Negro a Santa Isabel).

## Observacions
És inofensiu per als humans i el seu índex de vulnerabilitat és baix (10 de 100).